# Spielvereinigung Greuther Fürth 2001-2002
Questa voce raccoglie le informazioni riguardanti il Spielvereinigung Greuther Fürth nelle competizioni ufficiali della stagione 2001-2002.

## Stagione
Nella stagione 2001-2002 il Greuther Fürth, allenato da Uwe Erkenbrecher, Paul Hesselbach e Eugen Hach, concluse il campionato di 2. Bundesliga al 5º posto. In Coppa di Germania il Greuther Fürth fu eliminato al secondo turno dal Magonza.

## Rosa
| N. |                      | Ruolo | Calciatore        |
| -- | -------------------- | ----- | ----------------- |
| 1  | Germania (bandiera)  | P     | Günther Reichold  |
| 2  | Germania (bandiera)  | D     | Oliver Unsöld     |
| 3  | Brasile (bandiera)   | D     | Everaldo          |
| 4  | Germania (bandiera)  | D     | Sven Boy          |
| 5  | Rep. Ceca (bandiera) | D     | Petr Škarabela    |
| 6  | Germania (bandiera)  | C     | Mirko Reichel     |
| 8  | Germania (bandiera)  | C     | Mathias Surmann   |
| 9  | Germania (bandiera)  | A     | Frank Türr        |
| 11 | Rep. Ceca (bandiera) | C     | Petr Ruman        |
| 12 | Germania (bandiera)  | D     | Michael Kümmerle  |
| 13 | Germania (bandiera)  | C     | Markus Dworrak    |
| 14 | Germania (bandiera)  | C     | Matthias Hagner   |
| 15 | Germania (bandiera)  | C     | Dennis Hillebrand |

| N. |                     | Ruolo | Calciatore         |
| -- | ------------------- | ----- | ------------------ |
| 16 | Germania (bandiera) | D     | Björn Schlicke     |
| 17 | Grecia (bandiera)   | A     | Giannīs Amanatidīs |
| 18 | Germania (bandiera) | A     | Horst Elberfeld    |
| 19 | Germania (bandiera) | A     | Francis Kioyo      |
| 20 | Marocco (bandiera)  | C     | Rachid Azzouzi     |
| 22 | Germania (bandiera) | P     | Sven Neuhaus       |
| 23 | Germania (bandiera) | C     | Christian Hassa    |
| 24 | Georgia (bandiera)  | C     | Georgi Dekanosidze |
| 25 | Croazia (bandiera)  | D     | Marijan Buljat     |
| 26 | Austria (bandiera)  | A     | Ralph Hasenhüttl   |
| 28 | Croazia (bandiera)  | C     | Zoran Mamić        |
| 31 | Germania (bandiera) | A     | Stefan Reisinger   |

## Organigramma societario
Area tecnica
- Allenatore: Eugen Hach
- Allenatore in seconda: Werner Dreßel
- Preparatore dei portieri: Ludwig Trifellner
- Preparatori atletici:

## Calciomercato

### Sessione estiva
| Acquisti | Acquisti           | Acquisti             | Acquisti |
| R.       | Nome               | da                   | Modalità |
| -------- | ------------------ | -------------------- | -------- |
| A        | Piotr Reiss        | Hertha Berlino       |          |
| C        | Markus Dworrak     | Colonia              |          |
| D        | Everaldo           | Borussia Dortmund II |          |
| C        | Matthias Hagner    | Borussia M'gladbach  |          |
| C        | Dennis Hillebrand  | Aalen                |          |
| D        | Michael Kümmerle   | Kickers Stoccarda    |          |
| C        | Zoran Mamić        | Bochum               |          |
| P        | Sven Neuhaus       | Fortuna Düsseldorf   |          |
| C        | Markus Oberleitner | Unterhaching         |          |
| C        | Reiner Plaßhenrich | Verl                 |          |
| A        | Stefan Reisinger   | SpVgg Landshut       |          |
| D        | Oliver Unsöld      | Ulma                 |          |

| Cessioni | Cessioni           | Cessioni            | Cessioni |
| R.       | Nome               | da                  | Modalità |
| -------- | ------------------ | ------------------- | -------- |
| C        | Markus Oberleitner | Kärnten             |          |
| C        | Daniel Felgenhauer | Borussia M'gladbach |          |
| C        | Nii Lamptey        | Shandong Taishan    |          |
| C        | Michael Öller      | VfR Mannheim        |          |
| C        | Henry Onwuzuruike  | Feucht              |          |
| D        | Thomas Richter     | Augusta             |          |
| D        | Domenico Sbordone  | Reutlingen          |          |
| C        | Ingo Walther       | Chemnitz            |          |

### Sessione invernale
| Acquisti | Acquisti       | Acquisti | Acquisti |
| R.       | Nome           | da       | Modalità |
| -------- | -------------- | -------- | -------- |
| D        | Marijan Buljat | Rijeka   |          |

| Cessioni | Cessioni           | Cessioni          | Cessioni |
| R.       | Nome               | da                | Modalità |
| -------- | ------------------ | ----------------- | -------- |
| C        | Reiner Plaßhenrich | Paderborn         |          |
| A        | Piotr Reiss        | Lech Poznań       |          |
| A        | Faouzi Rouissi     | Al-Wahda          |          |
| P        | Ronny Teuber       | Greuther Fürth II |          |

## Risultati

### 2. Bundesliga

#### Girone di andata
| Arbitro: | Keßler |

|                      |           |                              |
| Surmann 8’ Kioyo 47’ | Marcatori | 2’ Weber 90’ (rig.) Lipinski |

| Arbitro: | Voss |

|            |           |  |
| Dolzer 34’ | Marcatori |  |

| Arbitro: | Minskowski |

|             |           |  |
| Azzouzi 12’ | Marcatori |  |

| Arbitro: | Pickel |

|  |           |               |
|  | Marcatori | 26’ Škarabela |

| Arbitro: | Aust |

|                                        |           |           |
| Azzouzi 20’ Surmann 40’ Hasenhüttl 87’ | Marcatori | 67’ Licht |

| Schweinfurt 16 settembre 2001, ore 15:00 CEST 6ª giornata | Schweinfurt 05 | 0 – 0 referto | Greuther Fürth | Sachs-Stadion (8 000 spett.)\| Arbitro: \| Jansen \| |
| Arbitro:                                                  | Jansen         |               |                |                                                      |

| Arbitro: | Wezel |

|                                          |           |              |
| Reichel 57’ Azzouzi 65’ (rig.) Kioyo 83’ | Marcatori | 15’ Mushinka |

| Arbitro: | Schmidt |

|                  |           |                                                         |
| Kryszałowicz 65’ | Marcatori | 10’ Surmann 54’ (rig.), 87’ (rig.) Azzouzi 88’ Everaldo |

| Arbitro: | Kircher |

|  |           |                |
|  | Marcatori | 32’ Wichniarek |

| Arbitro: | Gräfe |

|            |           |           |
| Ebbers 84’ | Marcatori | 29’ Mamić |

| Arbitro: | Schößling |

|                                             |           |                  |
| Fuchs 24’ Fritz 45’ Kracht 72’ Labbadia 80’ | Marcatori | 46’, 86’ Azzouzi |

| Fürth 4 novembre 2001, ore 15:00 CET 12ª giornata | Greuther Fürth | 0 – 0 referto | Union Berlino | Playmobil-Stadion (7 093 spett.)\| Arbitro: \| Margenberg \| |
| Arbitro:                                          | Margenberg     |               |               |                                                              |

| Arbitro: | Scheppe |

|                              |           |                |
| Grlić 36’ Schmidt 39’ (rig.) | Marcatori | 86’ Hasenhüttl |

| Arbitro: | Lange |

|                           |           |          |
| Ruman 4’, 79’ Reichel 45’ | Marcatori | 82’ Lexa |

| Arbitro: | Koop |

|            |           |           |
| Freier 42’ | Marcatori | 35’ Ruman |

| Arbitro: | Jansen |

|                                          |           |                      |
| Azzouzi 48’ (rig.), 51’ (rig.) Ruman 80’ | Marcatori | 59’ Babatz 86’ Bódog |

| Arbitro: | Gagelmann |

|                            |           |           |
| Keïta 28’ Kaufman 55’, 89’ | Marcatori | 83’ Kioyo |

#### Girone di ritorno
| Arbitro: | Weber |

|           |           |                       |
| Hayer 87’ | Marcatori | 43’ Dworrak 60’ Ruman |

| Arbitro: | Rafati |

|                                       |           |                   |
| Amanatidīs 7’ Reichel 45’ Azzouzi 61’ | Marcatori | 35’, 90’ Feinbier |

| Arbitro: | Stachowiak |

|          |           |                                                   |
| Dowe 68’ | Marcatori | 22’, 40’ Kioyo 46’ Amanatidīs 82’, 88’ Hasenhüttl |

| Arbitro: | Kammerer |

|                                                           |           |            |
| Amanatidīs 15’ Azzouzi 21’ (rig.), 63’ (rig.) Dworrak 22’ | Marcatori | 39’ Djappa |

| Arbitro: | Merk |

|                   |           |                                                 |
| Klausz 81’ (rig.) | Marcatori | 24’ Amanatidīs 56’ Kioyo 72’ Dworrak 90’ Unsöld |

| Arbitro: | Frank |

|                       |           |  |
| Kioyo 22’ Azzouzi 50’ | Marcatori |  |

| Arbitro: | Pickel |

|  |           |                                     |
|  | Marcatori | 14’ Unsöld 34’ Ruman 38’ Amanatidīs |

| Arbitro: | Weiner |

|                    |           |                  |
| Azzouzi 20’ (rig.) | Marcatori | 58’ (rig.) Ćirić |

| Arbitro: | Fandel |

|                                              |           |                           |
| van der Ven 45’ Boy 58’ (aut.) Reinhardt 90’ | Marcatori | 23’ Amanatidīs 47’ Hagner |

| Arbitro: | Kemmling |

|                              |           |             |
| Kioyo 52’ Dworrak 89’ (rig.) | Marcatori | 85’ Grzelak |

| Arbitro: | Scheppe |

|                |           |          |
| Hasenhüttl 90’ | Marcatori | 44’ Graf |

| Berlino 28 marzo 2002, ore 19:00 CET 29ª giornata | Union Berlino | 0 – 0 referto | Greuther Fürth | Stadion An der Alten Försterei (12 395 spett.)\| Arbitro: \| Gagelmann \| |
| Arbitro:                                          | Gagelmann     |               |                |                                                                           |

| Arbitro: | Kinhöfer |

|                                    |           |  |
| Hasenhüttl 35’ Amanatidīs 44’, 63’ | Marcatori |  |

| Arbitro: | Steinborn |

|            |           |             |
| Seifert 7’ | Marcatori | 20’ Azzouzi |

| Arbitro: | Meyer |

|                |           |                  |
| Amanatidīs 27’ | Marcatori | 45’ Christiansen |

| Arbitro: | Weiner |

|           |           |                |
| Thurk 64’ | Marcatori | 49’ Hasenhüttl |

| Arbitro: | Koop |

|               |           |                                                 |
| Hasenhüttl 6’ | Marcatori | 35’, 36’ Štefulj 50’ Krupniković 77’, 79’ Šimák |

### Coppa di Germania
| Arbitro: | Kammerer |

|  |           |             |
|  | Marcatori | 60’ Azzouzi |

| Arbitro: | Fröhlich |

|                                 |           |                       |
| Thurk 44’ Kramny 47’ Babatz 90’ | Marcatori | 16’ Dworrak 87’ Ruman |

## Statistiche

### Statistiche di squadra
| Competizione      | Punti | In casa | In casa | In casa | In casa | In casa | In casa | In trasferta | In trasferta | In trasferta | In trasferta | In trasferta | In trasferta | Totale | Totale | Totale | Totale | Totale | Totale | DR  |
| Competizione      | Punti | G       | V       | N       | P       | Gf      | Gs      | G            | V            | N            | P            | Gf           | Gs           | G      | V      | N      | P      | Gf     | Gs     | DR  |
| ----------------- | ----- | ------- | ------- | ------- | ------- | ------- | ------- | ------------ | ------------ | ------------ | ------------ | ------------ | ------------ | ------ | ------ | ------ | ------ | ------ | ------ | --- |
| 2. Bundesliga     | 59    | 17      | 10      | 5       | 2       | 33      | 20      | 17           | 6            | 6            | 5            | 29           | 21           | 34     | 16     | 11     | 7      | 62     | 41     | +21 |
| Coppa di Germania | -     | 0       | 0       | 0       | 0       | 0       | 0       | 2            | 1            | 0            | 1            | 3            | 3            | 2      | 1      | 0      | 1      | 3      | 3      | 0   |
| Totale            | 59    | 17      | 10      | 5       | 2       | 33      | 20      | 19           | 7            | 6            | 6            | 32           | 24           | 36     | 17     | 11     | 8      | 65     | 44     | +21 |

### Andamento in campionato
| Giornata  | 1 | 2  | 3  | 4 | 5 | 6 | 7 | 8 | 9 | 10 | 11 | 12 | 13 | 14 | 15 | 16 | 17 | 18 | 19 | 20 | 21 | 22 | 23 | 24 | 25 | 26 | 27 | 28 | 29 | 30 | 31 | 32 | 33 | 34 |
| --------- | - | -- | -- | - | - | - | - | - | - | -- | -- | -- | -- | -- | -- | -- | -- | -- | -- | -- | -- | -- | -- | -- | -- | -- | -- | -- | -- | -- | -- | -- | -- | -- |
| Luogo     | C | T  | C  | T | C | T | C | T | C | T  | T  | C  | T  | C  | T  | C  | T  | T  | C  | T  | C  | T  | C  | T  | C  | T  | C  | C  | T  | C  | T  | C  | T  | C  |
| Risultato | N | P  | V  | V | V | N | V | V | P | N  | P  | N  | P  | V  | N  | V  | P  | V  | V  | V  | V  | V  | V  | V  | N  | P  | V  | N  | N  | V  | N  | N  | N  | P  |
| Posizione | 8 | 12 | 10 | 9 | 6 | 8 | 7 | 4 | 5 | 4  | 7  | 5  | 9  | 7  | 6  | 4  | 7  | 6  | 4  | 4  | 4  | 4  | 4  | 3  | 3  | 4  | 3  | 4  | 5  | 4  | 5  | 5  | 5  | 5  |

Legenda:

Luogo: C = Casa; T = Trasferta. Risultato: V = Vittoria; N = Pareggio; P = Sconfitta.

### Statistiche dei giocatori
| Giocatore      | 2. Bundesliga | 2. Bundesliga | 2. Bundesliga | 2. Bundesliga | Coppa di Germania | Coppa di Germania | Coppa di Germania | Coppa di Germania | Totale   | Totale | Totale      | Totale     |
| Giocatore      | Presenze      | Reti          | Ammonizioni   | Espulsioni    | Presenze          | Reti              | Ammonizioni       | Espulsioni        | Presenze | Reti   | Ammonizioni | Espulsioni |
| -------------- | ------------- | ------------- | ------------- | ------------- | ----------------- | ----------------- | ----------------- | ----------------- | -------- | ------ | ----------- | ---------- |
| I. Amanatidīs  | 26            | 9             | 2             | 0             | 1                 | 0                 | 0                 | 0                 | 27       | 9      | 2           | 0          |
| R. Azzouzi     | 31            | 15            | 11            | 0             | 2                 | 1                 | 0                 | 1                 | 33       | 16     | 11          | 1          |
| S. Boy         | 28            | 0             | 4             | 0             | 2                 | 0                 | 1                 | 0                 | 30       | 0      | 5           | 0          |
| M. Buljat      | 0             | 0             | 0             | 0             | 0                 | 0                 | 0                 | 0                 | 0        | 0      | 0           | 0          |
| G. Dekanosidze | 9             | 0             | 1             | 0             | 0                 | 0                 | 0                 | 0                 | 9        | 0      | 1           | 0          |
| M. Dworrak     | 20            | 4             | 3             | 0             | 1                 | 1                 | 0                 | 0                 | 21       | 5      | 3           | 0          |
| H. Elberfeld   | 5             | 0             | 0             | 0             | 0                 | 0                 | 0                 | 0                 | 5        | 0      | 0           | 0          |
| E. Everaldo    | 31            | 1             | 7             | 1             | 2                 | 0                 | 1                 | 0                 | 33       | 1      | 8           | 1          |
| M. Hagner      | 10            | 1             | 1             | 0             | 1                 | 0                 | 0                 | 0                 | 11       | 1      | 1           | 0          |
| R. Hasenhüttl  | 26            | 8             | 2             | 0             | 1                 | 0                 | 0                 | 0                 | 27       | 8      | 2           | 0          |
| C. Hassa       | 11            | 0             | 1             | 0             | 1                 | 0                 | 0                 | 0                 | 12       | 0      | 1           | 0          |
| D. Hillebrand  | 4             | 0             | 1             | 0             | 0                 | 0                 | 0                 | 0                 | 4        | 0      | 1           | 0          |
| F. Kioyo       | 34            | 8             | 4             | 0             | 2                 | 0                 | 1                 | 0                 | 36       | 8      | 5           | 0          |
| M. Kümmerle    | 0             | 0             | 0             | 0             | 0                 | 0                 | 0                 | 0                 | 0        | 0      | 0           | 0          |
| Z. Mamić       | 26            | 1             | 7             | 0             | 1                 | 0                 | 0                 | 0                 | 27       | 1      | 7           | 0          |
| S. Neuhaus     | 2             | 0             | 0             | 0             | 1                 | 0                 | 0                 | 0                 | 3        | 0      | 0           | 0          |
| M. Oberleitner | 2             | 0             | 1             | 0             | 0                 | 0                 | 0                 | 0                 | 2        | 0      | 1           | 0          |
| R. Plaßhenrich | 5             | 0             | 0             | 1             | 0                 | 0                 | 0                 | 0                 | 5        | 0      | 0           | 1          |
| M. Reichel     | 33            | 3             | 7             | 0             | 2                 | 0                 | 1                 | 0                 | 35       | 3      | 8           | 0          |
| G. Reichold    | 33            | 0             | 0             | 0             | 1                 | 0                 | 0                 | 0                 | 34       | 0      | 0           | 0          |
| S. Reisinger   | 9             | 0             | 0             | 0             | 0                 | 0                 | 0                 | 0                 | 9        | 0      | 0           | 0          |
| P. Reiss       | 9             | 0             | 1             | 0             | 2                 | 0                 | 0                 | 0                 | 11       | 0      | 1           | 0          |
| F. Rouissi     | 2             | 0             | 0             | 0             | 0                 | 0                 | 0                 | 0                 | 2        | 0      | 0           | 0          |
| P. Ruman       | 31            | 6             | 7             | 0             | 2                 | 1                 | 1                 | 0                 | 33       | 7      | 8           | 0          |
| B. Schlicke    | 9             | 0             | 0             | 0             | 1                 | 0                 | 0                 | 0                 | 10       | 0      | 0           | 0          |
| M. Surmann     | 33            | 3             | 2             | 0             | 2                 | 0                 | 0                 | 0                 | 35       | 3      | 2           | 0          |
| F. Türr        | 14            | 0             | 1             | 0             | 1                 | 0                 | 0                 | 0                 | 15       | 0      | 1           | 0          |
| O. Unsöld      | 22            | 2             | 3             | 0             | 2                 | 0                 | 1                 | 0                 | 24       | 2      | 4           | 0          |
| P. Škarabela   | 4             | 1             | 0             | 0             | 0                 | 0                 | 0                 | 0                 | 4        | 1      | 0           | 0          |